# Бледноногий настоящий печник
Бледноногий настоящий печник (лат. Furnarius leucopus) — вид птиц из семейства печниковых.

## Таксономия
Подвиды F. leucopus cinnamomeus и F. leucopus longirostris часто рассматриваются как отдельные виды. Если это верно, выделяют четыре других подвида Furnarius leucopus, при этом один из них также иногда считают отдельным видом, а еще один может оказаться гибридом его с другим.

## Распространение
Обитают в Боливии, Бразилии, Колумбии, Эквадоре, Гайане, Перу и Венесуэле.

## Описание
Длина тела 17—18 см. Вес 37—43,1 г (номинативный подвид). Крупные, ярко окрашенные печники с довольно длинным и почти прямым клювом.

## Биология
Питаются членистоногими и другими беспозвоночными. Гнездо в виде «саманной печки» высотой 18—21 см, длиной 29 см. Предполагается, что эти птицы моногамны.

## Охранный статус
МСОП присвоил виду охранный статус LC.